# Sint-Anthoniebrug
De Sint-Anthoniebrug is een ophaalbrug over de Zuid-Willemsvaart in de binnenstad van 's-Hertogenbosch. De brug ligt aan het bovenhoofd van Sluis 0. De brug heeft haar naam te danken aan het voormalig Bastion Sint-Anthonie dat aan de Hekellaan ligt, in de nabijheid van de brug.
De brug dateert van 1952. De lengte bedraagt 10 meter, de doorvaartwijdte bedraagt 6,8 meter.